# Samtgemeinde Hesel
La comunità amministrativa di Hesel (Samtgemeinde Hesel) si trova nel circondario di Leer nella Bassa Sassonia, in Germania.

## Suddivisione
Comprende 6 comuni:
1. Brinkum
2. Firrel
3. Hesel
4. Holtland
5. Neukamperfehn
6. Schwerinsdorf

Il capoluogo è Hesel.